# San Andrés Villa Seca
San Andrés Villa Seca é uma cidade da Guatemala do departamento de Retalhuleu. 